# Площа імені Арутюнова С. Г.
Площа імені Арутюнова С. Г. — центральна площа міста Добропілля.

## Історія

### Радянська Україна
У 1929—1930 роках у Харкові було розроблено проект будівництва шахти № 1-2 «Гігант» і генеральний план її майбутнього міста. Тому головна вулиця нашого міста і була названа Харківська нині проспект Перемоги. Центр нового соціалістичного міста мав бути у вигляді п'ятипроменевої зірки.
До війни збудувати нове місто не вдалось. Було збудовано тільки два його квартали -Тимчасову колону і Техколону, і ті не повністю. Після війни в п'ятидесяті роки минулого 20-го століття, в зв'язку з прискореним будівництвом шахт у Добропіллі, почалось широке будівництво на території нашого міста. За 3-4 роки все поле між станцією і шахтою № 1-2 Добропілля забудували одноповерховими будинками, а в центрі — і двоповерховими. В числі перших виникли вулиці Харківська, Московська, Театральна, Радянська, пізніше Комсомольська і Фестивальна.
У 1954 році було завершено спорудження Палацу культури шахти № 1-2 Добропілля поряд з невеликим парком, посадженим ще перед війною. В цьому ж році площа перед Палацом була покрита асфальтом, а посередині неї був збудований фонтан, навколо якого посадили дерева білу акацію. В наступному 1955 р на початку вулиці Театральної був поставлений пам'ятник В І Леніну, повернутий обличчям до Палацу культури. Площу назвали іменем вождя. Від неї в різні боки розбігались п'ять вулиць — променів.
У 1955 році центральна площа міста відправився перший пасажирський автобус по маршруту Добропілля — Донецьк. Близько 10 років на площі була автобусна стоянка. Потім її перенесли на вулицю Ялтинську.
За часів свого існування площа Леніна декілька разів перебудовувалась і оновлювалась. Вперше це було зроблено в 1964 р за ініціативою тодішнього голови виконкому Добропільської міської ради депутатів трудящих І П Терещенка і великої допомоги тодішнього керуючого трестом «Добропіллявугілля» Героя Соціалістичної праці С Г Арутюнова. Було відновлене тверде покриття площі і асфальтування прилеглих до неї початків вулиць Театральної, Харківської, Фестивальної, і Московської. Висаджено більш цінні породи дерев берези тополя. Встановлено більш сучасні ліхтарі для освітлення площі.
У середині 1968 р напередодні Дня шахтаря з оновленої площі міста відправився перший тролейбус за маршрутом площа Леніна шахта ім РСЧА Це було зроблено за наполегливої ініціативи С А Арутюнова. У наступних роках були відкриті нові маршрути тролейбуса до шахти Добропільського механічного заводу.
Вдруге центральна площа нашого міста оновлювалась в 1985 р за ініціативи М П Жука тодішнього першого секретаря Добропільського міськвиконкому КПУ. На площі перед Палацом культури шахти Добропільська на місці фонтану, який ніколи не функціював через нестачу води, було встановлено новий бронзовий пам'ятник В І Леніну. Поновлено тверде покриття, замінено освітлення площі і прилеглих до неї вулиць, висаджено більш цінні дерева ялинки каштани.

### Незалежна Україна
У 1992 р після розпаду СРСР, місцеві націонал демократи зробили спробу демонтувати пам'ятник В І Леніну. Без відома місцевої влади і дозволу жителів міста, вони підігнали до пам'ятника автокран, вантажний автомобіль і серед білого дня намагалися вчинити цей негідну дію. Їм перешкодили це зробити жінки добропільчанки і гірники шахти Добропільська, які з'явились у цей час на площі.
Втретє оновлення площі Леніна провів міський голова В Т Дерипаска в 2000 р. Центр площі, безпосередньо біля пам'ятника, викладено декоративною плиткою, посаджено нові дерева замість пошкоджених. Пофарбовані фасади будинків, які розміщені на площі. Замінено освітлення.

### Заворушення в Донбасі
11 травня 2014 року пройшли два мирних референдуму один на проти іншого, на площі Леніна референдум за «Самовизначення Донецької Народної Республіки» і навпроти народний референдум (опитування) «За мир, порядок і єдність в Україні». За неофіційними даними в референдумі взяли участь 10 тисяч жителів великого Добропілля.
11 березня 2015 року о 3 годині ночі на центральній площі невідомими особами був знесений пам'ятник Леніну без прийняття офіційного рішення місцевою владою про знесення пам'ятника.
27 вересня, на центральній площі Добропілля відбулося урочисте відкриття пам'ятної дошки на честь Сергія Арутюнова, Героя Соціалістичної Праці, який керував трестом Добропіллявугілля в 1963—1970 рр.
Виконуючи закон «Про засудження комуністичного і націонал-соціалістичного (нацистського) тоталітарних режимів в Україні і заборона пропаганди їх символіки» в місті Добропілля 28 травня 2015 відбулося засідання комісія з питань, пов'язаних з найменуванням та перейменуванням вулиць, провулків, проспектів, бульварів, площ, скверів.
Під час засідання були підведені підсумки розгляду та врахування пропозицій громадськості щодо найменування перехрестя вул. Театральна та пр. Перемоги в м Добропілля назвою «площа імені Арутюнова».
Така пропозиція була внесена громадським формуванням з охорони громадського порядку «Патріоти Добропілля» з метою прославлення почесного громадянина міста Добропілля, Героя соціалістичної праці, керівника тресту «Добропіллявугілля» (1963—1970 р.р.) Сергія Гевондовіча Арутюнова.

## Пам'ятники
- Пам'ятник воїнам-афганцям
- Пам'ятник мешканцям Добропільщини учасникам ліквідації аварії на ЧАЕС[12]